# 情報WIDE つぼチャンネル
『情報WIDE つぼチャンネル』（じょうほうワイド つぼチャンネル）は、2007年4月6日から2009年3月20日まで鹿児島テレビ放送（KTS）で放送された鹿児島県向けのローカル情報番組。放送時間は毎週金曜 14:05 - 15:30。通称「つぼチャンネル」、「つぼチャン」。『めざましテレビ』の“小軽部”こと坪内一樹（KTSアナウンサー）の冠番組である。

## 概要
KTSは平日夕方のローカルニュース番組『KTSスーパーニュース』を拡大して2006年4月1日から『スーパーニュースイマジン』のタイトルで17時台から放送してきたが、同番組はわずか1年で終了。2007年春の改編で1年ぶりに『KTSスーパーニュース』のタイトルに戻し、17時台は東京・フジテレビを全編フルネットすることになった。
そこで『イマジン』に代わるローカル情報番組として、かつてフジテレビや関西テレビのワイドショーが放送されていた金曜日の14時台に編成されたのが本番組である。90分枠で、鹿児島のグルメ・旅・ファッションなど、生活と社会に欠かせない情報の“つぼ”を紹介していた。
番組は2009年3月20日に終了。2009年3月中は、後継番組『げっきん!かごしま』の準備のために14:45で終了していた。

## 出演者
2008年度からはゲストコメンテーターも招いていた。

### キャスター
- 坪内一樹（KTSアナウンサー）
- 桐原まどか（当時KTSタレント） - 2007年4月6日から2007年12月21日まで出演。
- 下松小百合（当時KTSアナウンサー） - 2008年1月11日から2008年3月28日まで出演。
- 大泉彩乃（当時KTSアナウンサー） - 2008年4月4日から2008年11月28日まで出演。

### リポーター
- 上片平健（KTSアナウンサー）
- タマリ（KTSタレント）
- 武田みどり（当時KTSタレント）
- 松尾香織（KTSタレント）
- みえかおり（KTSタレント）
- 新井雅則（気象予報士）
- 坂元彩乃（KTSタレント）

## 主なコーナー
天気のつぼ
週末の鹿児島県内の気象情報を気象予報士の新井が伝える。
まる特のつぼ
グルメ・ファッションなどの店をリポート。
エンタのつぼ
県内で公開される映画情報を送る。
ふれあいのつぼ
坪内の後任として『めざましテレビ』の鹿児島担当リポーターに就任した上片平が、「ふれあい」を求めて県内各所を旅する。
食のつぼ
県内各所から一品料理を坪内がリポート。
今週のつぼQ